# Noisy-sur-Oise
Pour les articles homonymes, voir Noisy.
Noisy-sur-Oise est une commune du Val-d'Oise située dans le département du Val-d'Oise en région d'Île-de-France.
Ses habitants sont les Noiséen(ne)s.

## Géographie

### Description
La commune se situe à flanc de coteau entre la vallée de l'Oise au nord et la forêt de Carnelle au sud. Elle est desservie par l'ancienne route nationale 322 (actuelle RD 922) et se trouve à trente kilomètres au nord de Paris, vingt au nord-est de Pontoise et au sud-ouest de Creil.

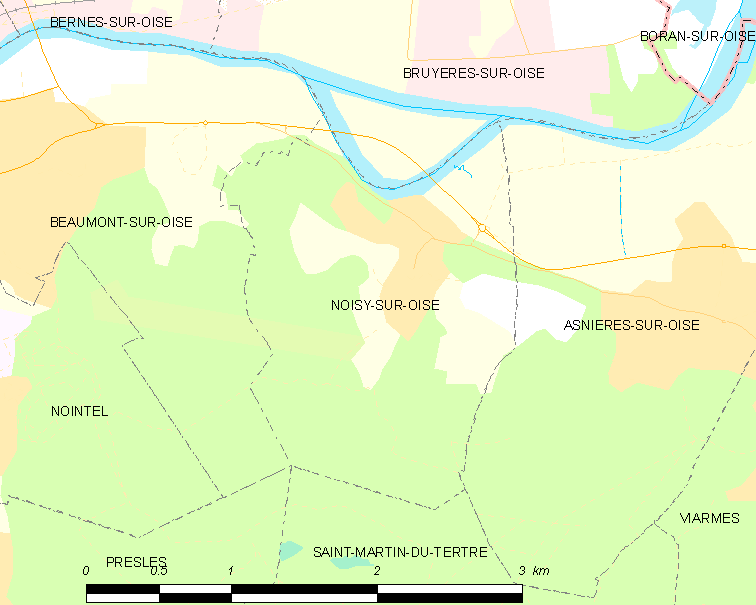
Carte de la commune.
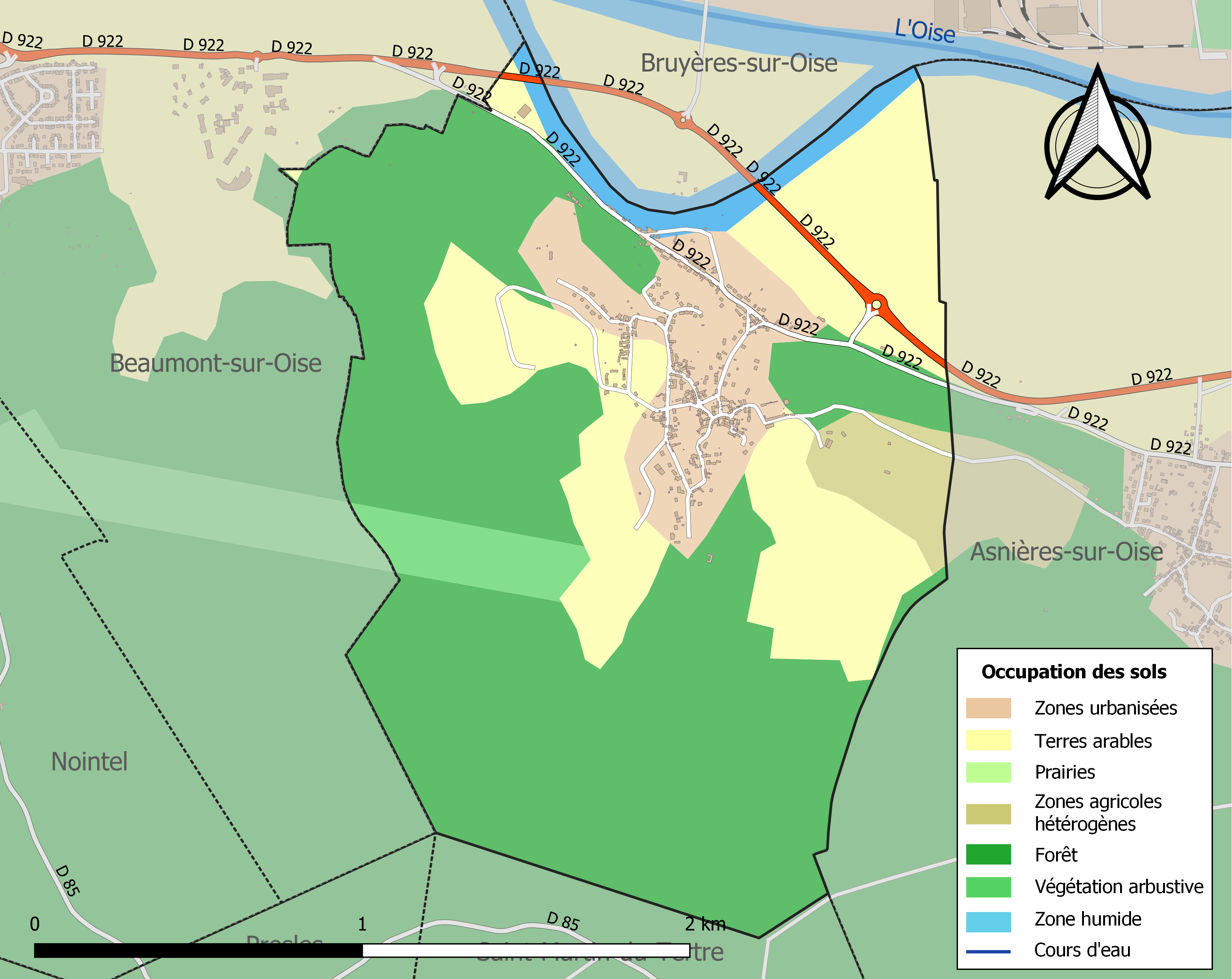
Occupation des sols

### Communes limitrophes
Noisy-sur-Oise  est limitrophe de Beaumont-sur-Oise, Bruyères-sur-Oise, Asnières-sur-Oise et Saint-Martin-du-Tertre. En plus, Presles est rencontré en un quadripoint. Ces communes, sauf Bruyères, se rejoignent au point culminant de l'Île-de-France, qui est le carrefour de Carnelle dans la forêt du même nom, avec une altitude de 210 mètres.
|                   | Bruyères-sur-Oise      |                   |
| Beaumont-sur-Oise | Noisy-sur-Oise         | Asnières-sur-Oise |
|                   | Saint-Martin-du-Tertre |                   |

### Hydrographie
Comme son nom l'indique, la commune est limitée au nord par l'un des bras de l'Oise, l'un des principaux affluents de la Seine, qui constitue également la limite entre les départements du Val-d'Oise et de l'Oise.

### Géologie et relief
Avec Beaumont et Asnières, Noisy est aussi l'une des trois communes présentant le plus important dénivelé dans la région, portant sur 186 mètres. De ce fait, Noisy abrite une variété de paysages assez extraordinaire pour une commune d'une aussi petite superficie: la forêt de Carnelle avec son relief accidenté; les coteaux de ce massif, parfois abruptes; et les plaines au fond de la vallée de l'Oise. L'homme a contribué à façonner ces paysages, aménageant des vergers et assemblant des murs pour délimiter les propriétés. Mais la nature a été respectée en même temps, et Noisy garde ainsi un patrimoine naturel et paysager qui mérite d'être préservé.
La commune est traversée par le méridien de Paris et un médaillon de la Méridienne verte y est implanté.

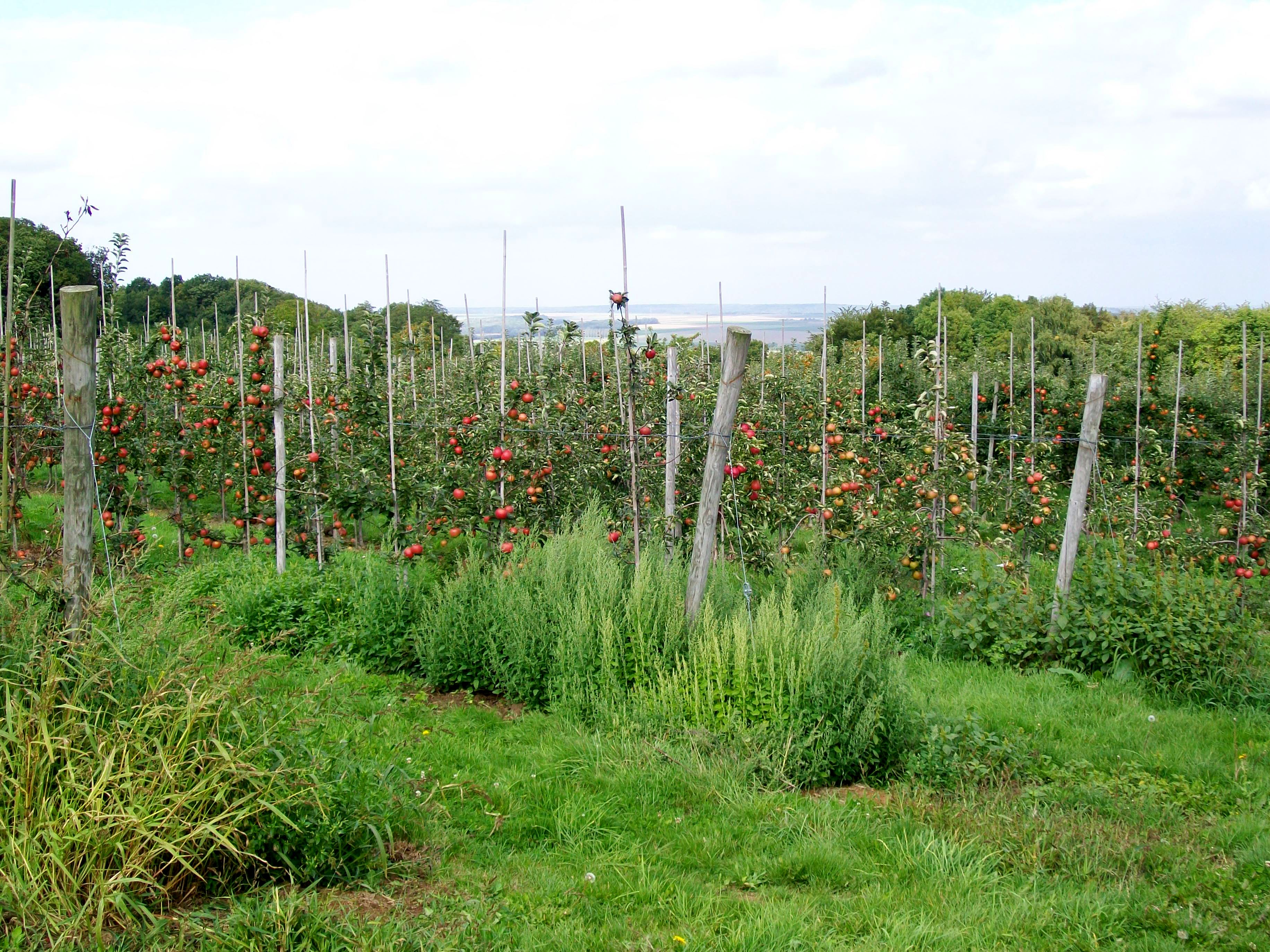
Les vergers sont l'un des éléments caractéristiques du paysage autour de Noisy, les coteaux s'apprêtant à ces cultures. Ici le long de la route des Poissons à la sortie de la forêt de Carnelle.
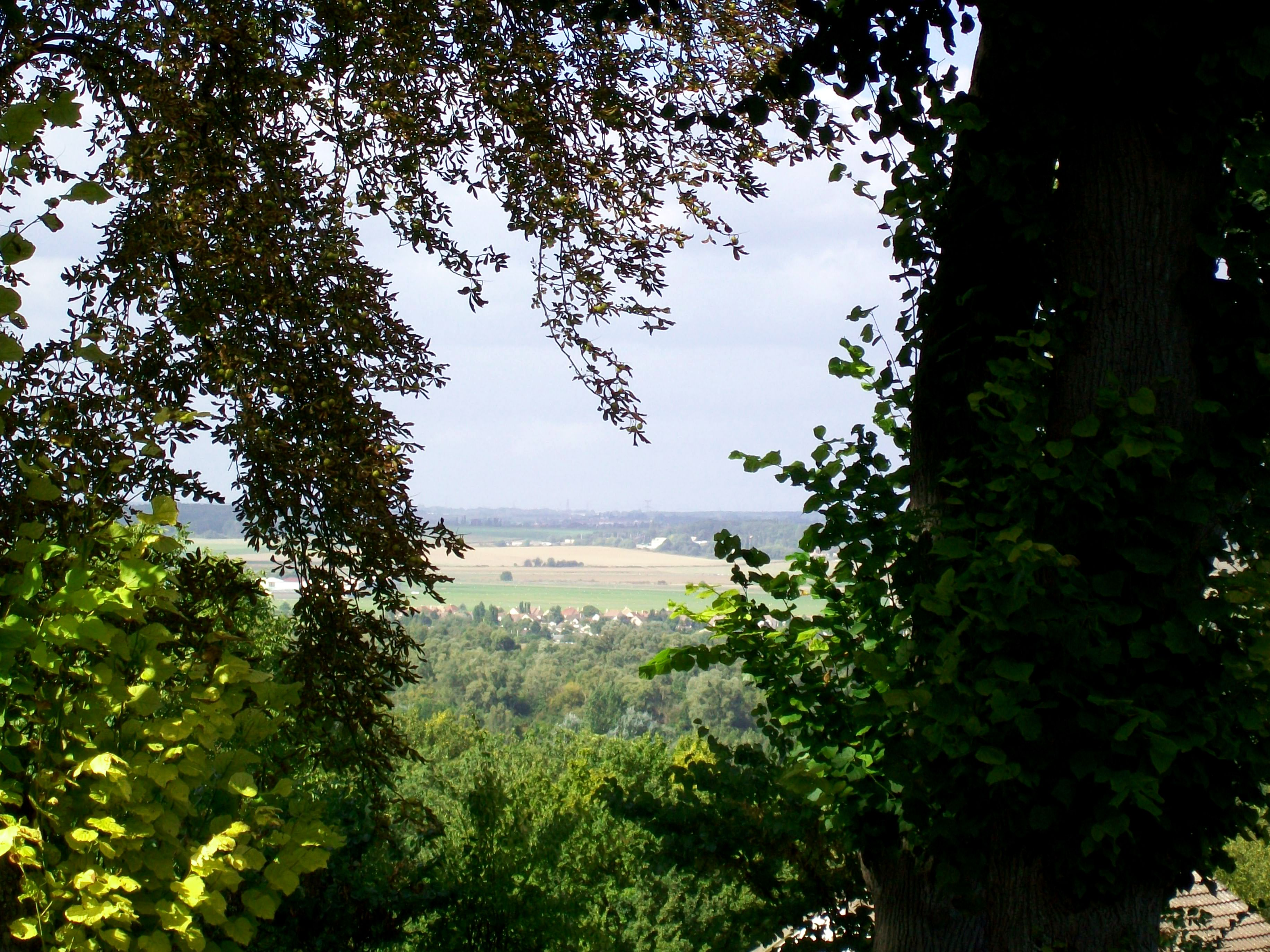
Certains endroits de la commune sont des véritables balcons sur les environs et offrent des vues inattendues jusque dans le département de l'Oise.
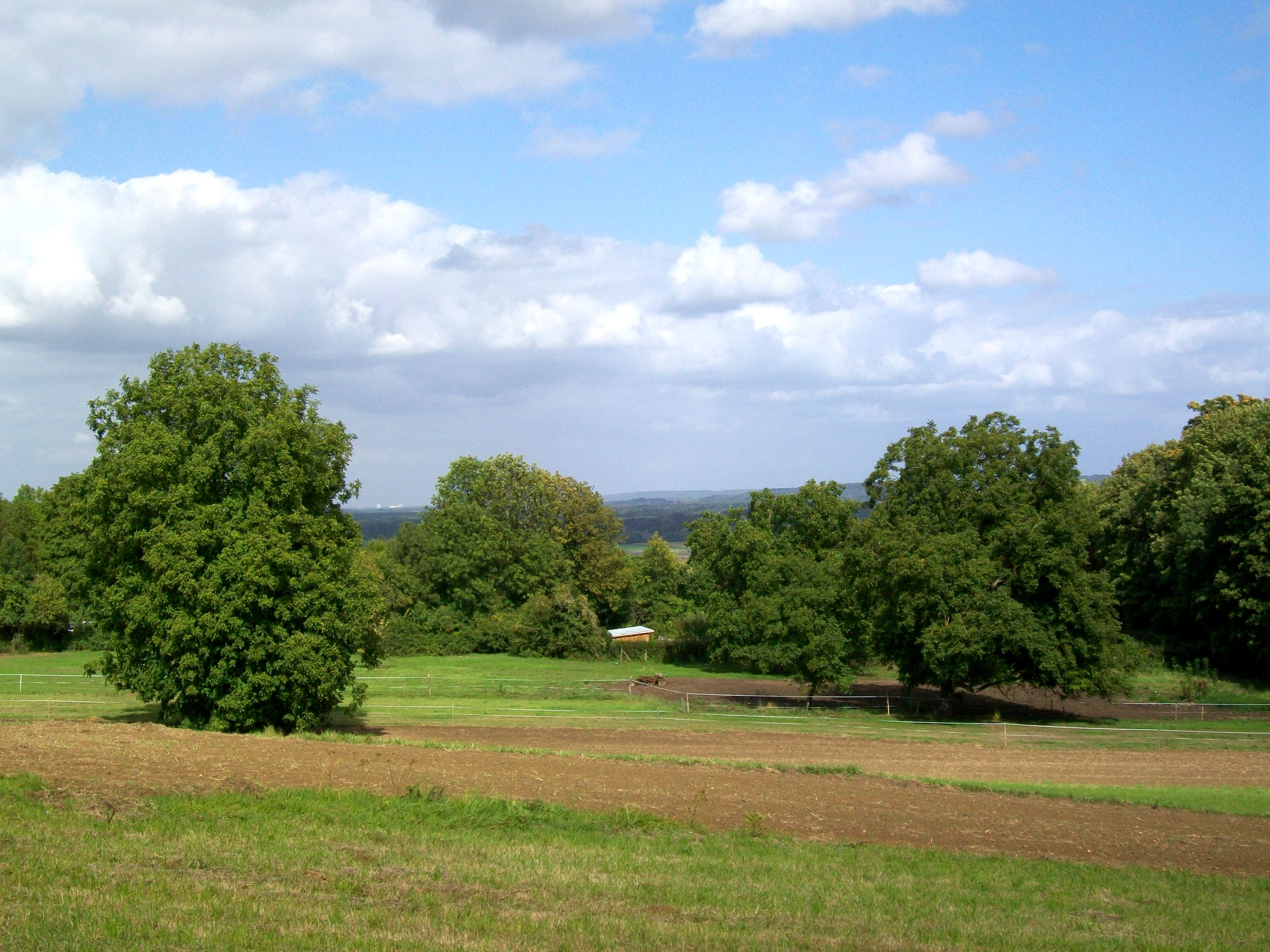
Autre exemple de la variété des paysages sur la commune de Noisy, sur le chemin rural à mi-chemin entre Noisy et Asnières-sur-Oise : l'impression d'un parc s'impose.

### Climat
Pour des articles plus généraux, voir Climat de l'Île-de-France et Climat du Val-d'Oise.
En 2010, le climat de la commune est de type climat océanique dégradé des plaines du Centre et du Nord, selon une étude du CNRS s'appuyant sur une série de données couvrant la période 1971-2000. En 2020, Météo-France publie une typologie des climats de la France métropolitaine dans laquelle la commune est dans une zone de transition entre le climat océanique et le climat océanique altéré et est dans la région climatique  Sud-ouest du bassin Parisien, caractérisée par une faible pluviométrie, notamment au printemps (120 à 150 mm) et un hiver froid (3,5 °C). 
Pour la période 1971-2000, la température annuelle moyenne est de 10,9 °C, avec une amplitude thermique annuelle de 14,9 °C. Le cumul annuel moyen de précipitations est de 675 mm, avec 8,9 jours de précipitations en janvier et 8 jours en juillet. Pour la période 1991-2020, la température moyenne annuelle observée sur la station météorologique la plus proche, située sur la commune de Creil à 17 km à vol d'oiseau, est de 11,2 °C et le cumul annuel moyen de précipitations est de 662,2 mm,. Pour l'avenir, les paramètres climatiques de la commune estimés pour 2050 selon différents scénarios d'émission de gaz à effet de serre sont consultables sur un site dédié publié par Météo-France en novembre 2022.

## Urbanisme

### Typologie
Au 1er janvier 2024, Noisy-sur-Oise est catégorisée ceinture urbaine, selon la nouvelle grille communale de densité à sept niveaux définie par l'Insee en 2022.
Elle est située hors unité urbaine. Par ailleurs la commune fait partie de l'aire d'attraction de Paris, dont elle est une commune de la couronne,. Cette aire regroupe 1 929 communes,.

### Voies de communication et transports
La gare de Bruyères-sur-Oise est la station de chemin de fer la plus proche de la commune, mais la gare de Persan - Beaumont présente une desserte plus importante par les trains de la ligne H du Transilien (réseau Paris-Nord) et ceux du TER Hauts-de-France (ligne de Paris-Nord à Beauvais).
Le sentier de grande randonnée GR1 traverse le territoire de la commune, il se prolonge vers Asnières-sur-Oise à l'est et Saint-Martin-du-Tertre au sud.

## Toponymie
Le nom de la localité est attesté sous les formes Nocitum en 692,, Noisiacum en 1173.
Du latin  Nucetum « lieu planté de noyers ».

## Histoire

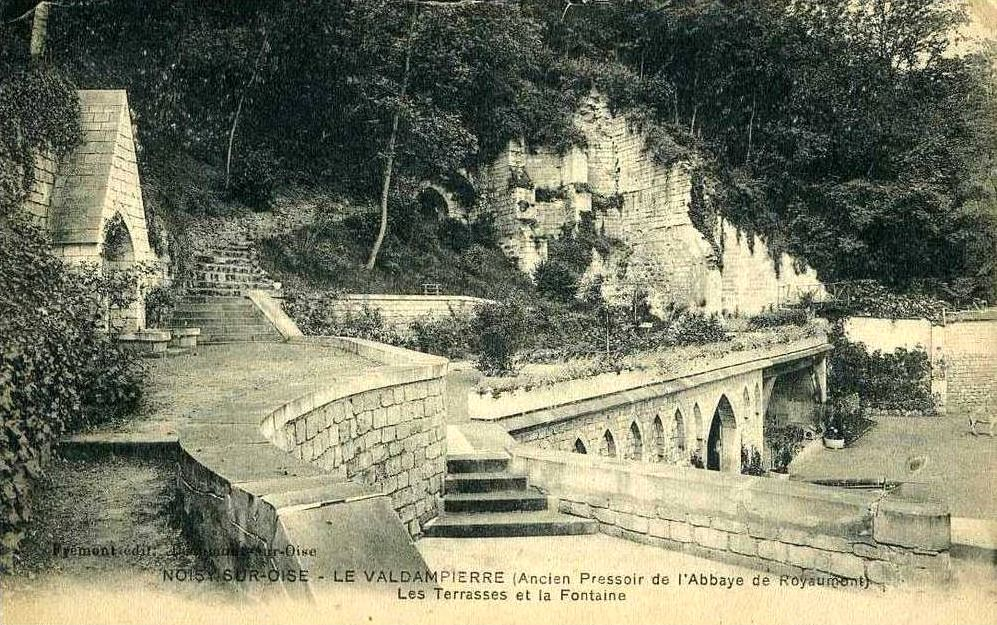
Dans la cour du Valdampierre vu ici au tout début du XXe siècle se trouvaient pressoir, fontaine et terrasse, et comme vestiges de l’ancienne grange monastique, les contreforts du XIIIe siècle et des caves.

La région subit les incursions des vikings qui remontent régulièrement la vallée de l'Oise jusqu'en 926.
Au XIIIe siècle, la terre de Noisy est divisée en trois fiefs : Mortemer, les Aubains et Valdampierre. Durant la guerre de Cent Ans, toute la région passe sous domination anglaise jusqu'en 1440.
Au XIXe siècle, l'activité agricole reste tournée essentiellement vers la viticulture.
Le village voit arriver l'électricité en 1927 puis l'eau courante en 1948.

## Politique et administration

### Rattachements administratifs et électoraux
Antérieurement à la loi du 10 juillet 1964, la commune faisait partie du département de Seine-et-Oise. La réorganisation de la région parisienne en 1964 fit que la commune appartient désormais au département du  Val-d'Oise
Elle faisait partie depuis la mise en place du département à son arrondissement de Montmorency, transféré à Sarcelles en 2000, mais a été rattachée le 1er janvier 2017 à l'arrondissement de Pontoise afin d'adapter les limites des arrondissements à la structuration des intercommunalités du département.
De 1793 à 1967, elle dépendait du canton de Luzarches  de Seine-et-Oise. Lors de la mise en place du Val-d'oise, elle est rattachée au canton de Viarmes. Dans le cadre du redécoupage cantonal de 2014 en France, elle intègre le canton de L'Isle-Adam.
Noisy-sur-Oise fait partie du ressort du  tribunal d'instance de Gonesse (depuis la suppression du tribunal d'instance d'Écouen en février 2008), et de celles du tribunal judiciaire ainsi que du tribunal de commerce de Pontoise,.

### Intercommunalité
La commune était membre de la communauté de communes Carnelle - Pays de France, créée fin 2003.
Elle a dû la quitter le 31 décembre 2016 en application des prescriptions du schéma départemental de coopération intercommunale arrêté le 30 mars 2016, et est désormais membre de la communauté de communes du Haut Val-d'Oise.

### Liste des maires
| Période                                  | Période  | Identité              | Étiquette                                | Qualité                                                                           |
| ---------------------------------------- | -------- | --------------------- | ---------------------------------------- | --------------------------------------------------------------------------------- |
| Les données manquantes sont à compléter. |          |                       |                                          |                                                                                   |
| 1924                                     | 1935     | Henri Bricot          |                                          |                                                                                   |
| 1935                                     | 1937     | Armand ROUSSEAU       |                                          |                                                                                   |
| 1937                                     | 1945     | Marcel SADOUL         | Président du comité local de libération. |                                                                                   |
| 1945                                     | 1959     | Armand ROUSSEAU       |                                          |                                                                                   |
| 1959                                     | 1967     | Léopold POULLIN       |                                          |                                                                                   |
| 1967                                     | 1983     | Bruno GEORGES-PICOT   |                                          |                                                                                   |
| 1983                                     | 2008     | Emelyne Georges-Picot |                                          |                                                                                   |
| mars 2008                                | En cours | Catherine Borgne      | UMP puis SE                              | Présidente de la CC du Haut Val-d'Oise (2017 → ) Réélue pour le mandat 2008-2014, |

## Population et société

### Démographie
L'évolution du nombre d'habitants est connue à travers les recensements de la population effectués dans la commune depuis 1793. Pour les communes de moins de 10 000 habitants, une enquête de recensement portant sur toute la population est réalisée tous les cinq ans, les populations de référence des années intermédiaires étant quant à elles estimées par interpolation ou extrapolation. Pour la commune, le premier recensement exhaustif entrant dans le cadre du nouveau dispositif a été réalisé en 2007.

En 2022, la commune comptait 582 habitants, en évolution de −13 % par rapport à 2016 (Val-d'Oise : +4 %, France hors Mayotte : +2,11 %).
| 1793 | 1800 | 1806 | 1821 | 1831 | 1836 | 1841 | 1846 | 1851 |
| ---- | ---- | ---- | ---- | ---- | ---- | ---- | ---- | ---- |
| 470  | 468  | 478  | 430  | 443  | 458  | 475  | 457  | 420  |

| 1856 | 1861 | 1866 | 1872 | 1876 | 1881 | 1886 | 1891 | 1896 |
| ---- | ---- | ---- | ---- | ---- | ---- | ---- | ---- | ---- |
| 387  | 375  | 337  | 360  | 330  | 335  | 333  | 335  | 305  |

| 1901 | 1906 | 1911 | 1921 | 1926 | 1931 | 1936 | 1946 | 1954 |
| ---- | ---- | ---- | ---- | ---- | ---- | ---- | ---- | ---- |
| 295  | 282  | 300  | 304  | 317  | 310  | 283  | 400  | 374  |

| 1962 | 1968 | 1975 | 1982 | 1990 | 1999 | 2006 | 2007 | 2012 |
| ---- | ---- | ---- | ---- | ---- | ---- | ---- | ---- | ---- |
| 366  | 384  | 387  | 423  | 560  | 667  | 699  | 703  | 688  |

| 2017 | 2022 | - | - | - | - | - | - | - |
| ---- | ---- | - | - | - | - | - | - | - |
| 665  | 582  | - | - | - | - | - | - | - |

## Culture locale et patrimoine

### Lieux et monuments
Noisy-sur-Oise compte un monument historique sur son territoire :
- Église Saint-Germain, rue de l'Égalité (inscrite monument historique  en 1969[32])

C'est une petite église à double vaisseau, ce qui fait son principal intérêt, car son architecture est plutôt rustique, et ne comporte aucun élément remarquable. 
Au sud, la chapelle des fonts baptismaux, le clocher en bâtière, la chapelle de la Saint-Joseph et la sacristie sont accolées à ce double vaisseau, ce qui confère à l'édifice une silhouette pittoresque. 
Les trois premières parties datent du XIIIe siècle, voire de la fin du XIIe siècle en ce qui concerne la base du clocher, mais l'on y cherchera en vain des éléments de sculpture ou de modénature de cette époque. 
Dans le double vaisseau, l'on distingue une nef carrée, dont le chapiteau de crochets du pilier central atteste seul ses origines au XIIIe siècle, et un chœur également carrée, qui est partagé entre le sanctuaire et la chapelle de la Vierge Marie, au nord. Ce chœur de style gothique flamboyant est voûté d'ogives, et présente une architecture plus soignée. La chapelle Saint-Joseph a été revoûtée dans le même style, mais elle est plus simple. À l'est, elle se prolonge par un renfoncement ajoutée en 1862, dans le cadre de la construction de la sacristie,.

L'église Saint-Germain d'Auxerre
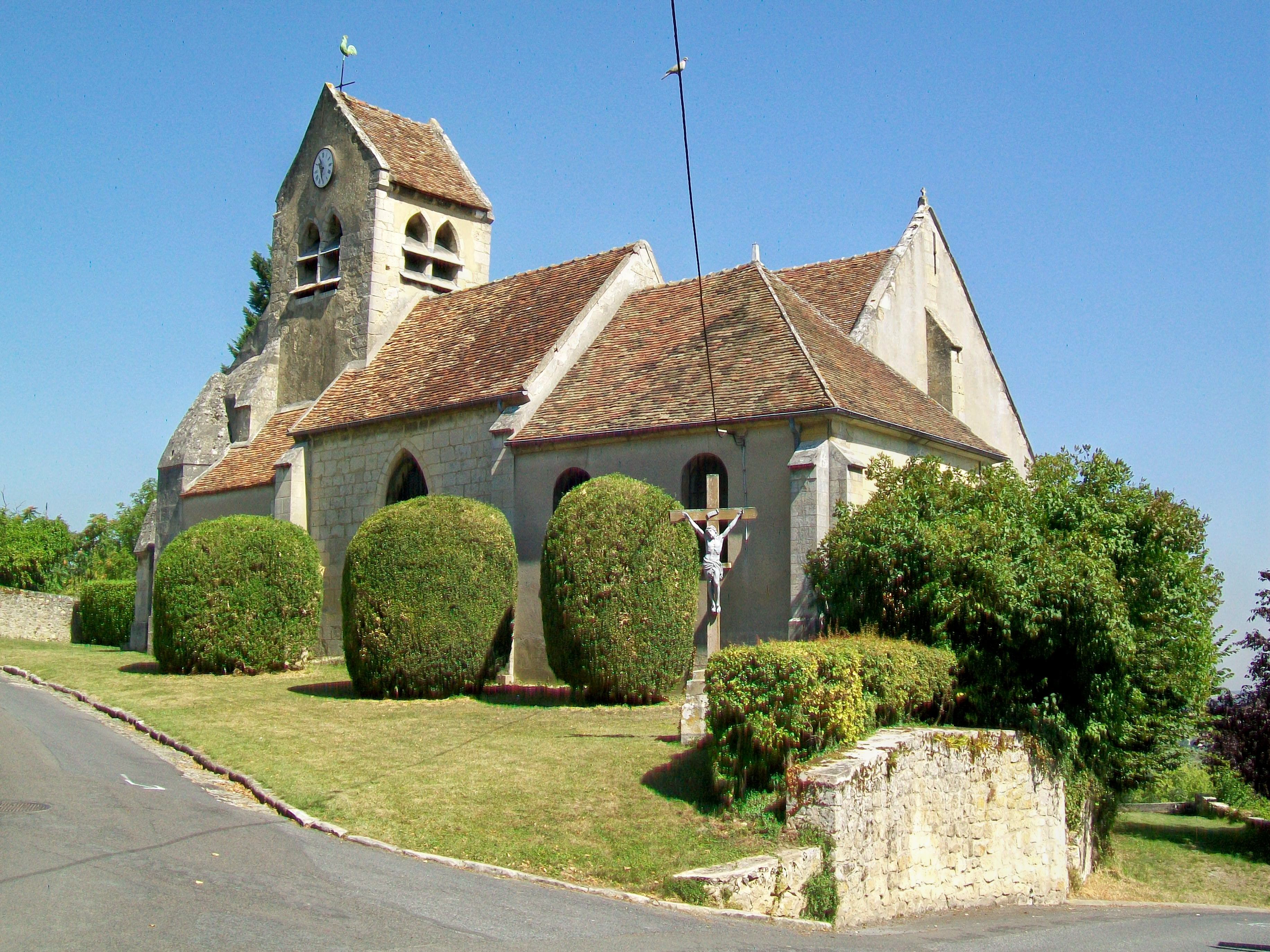
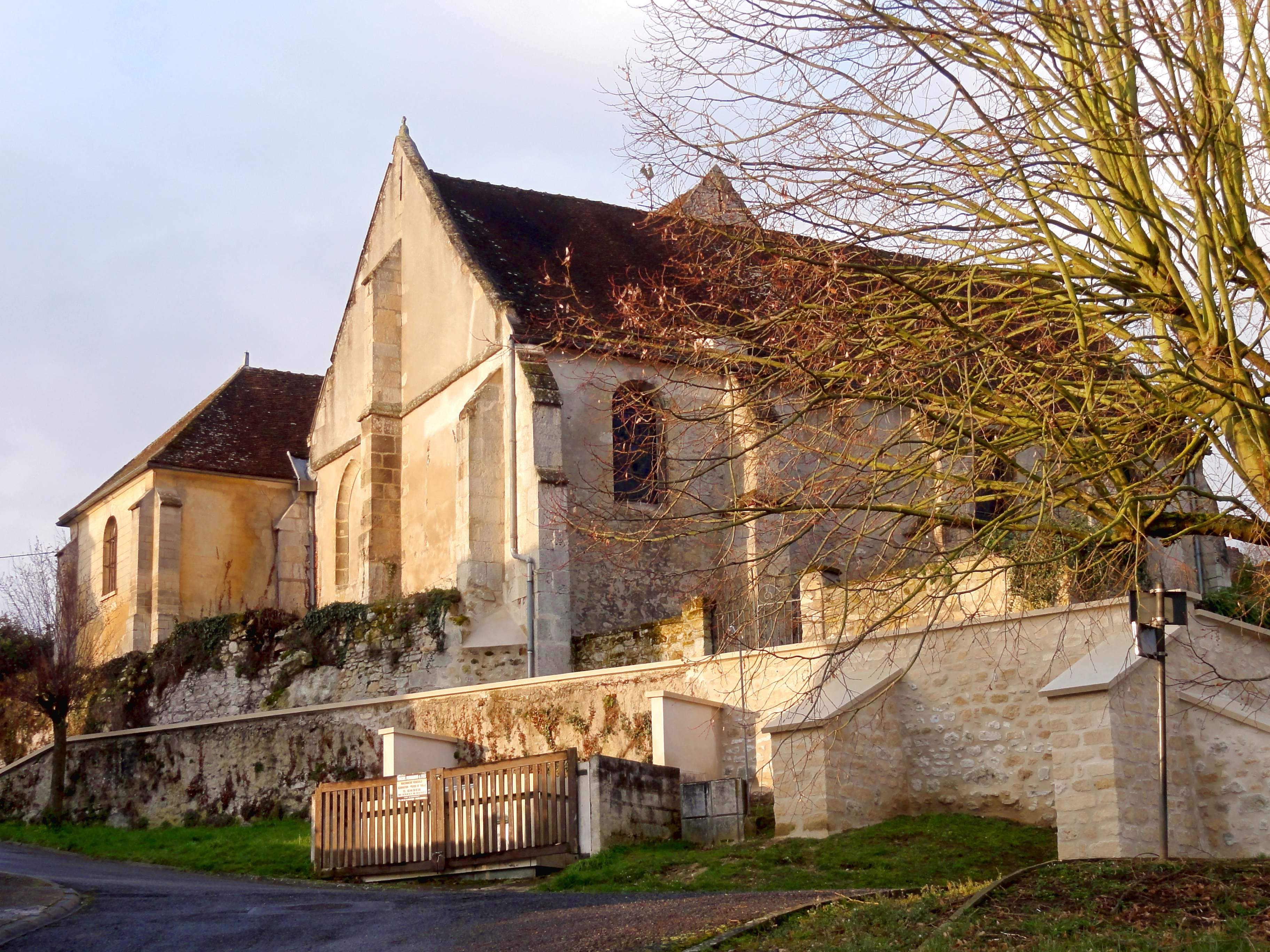
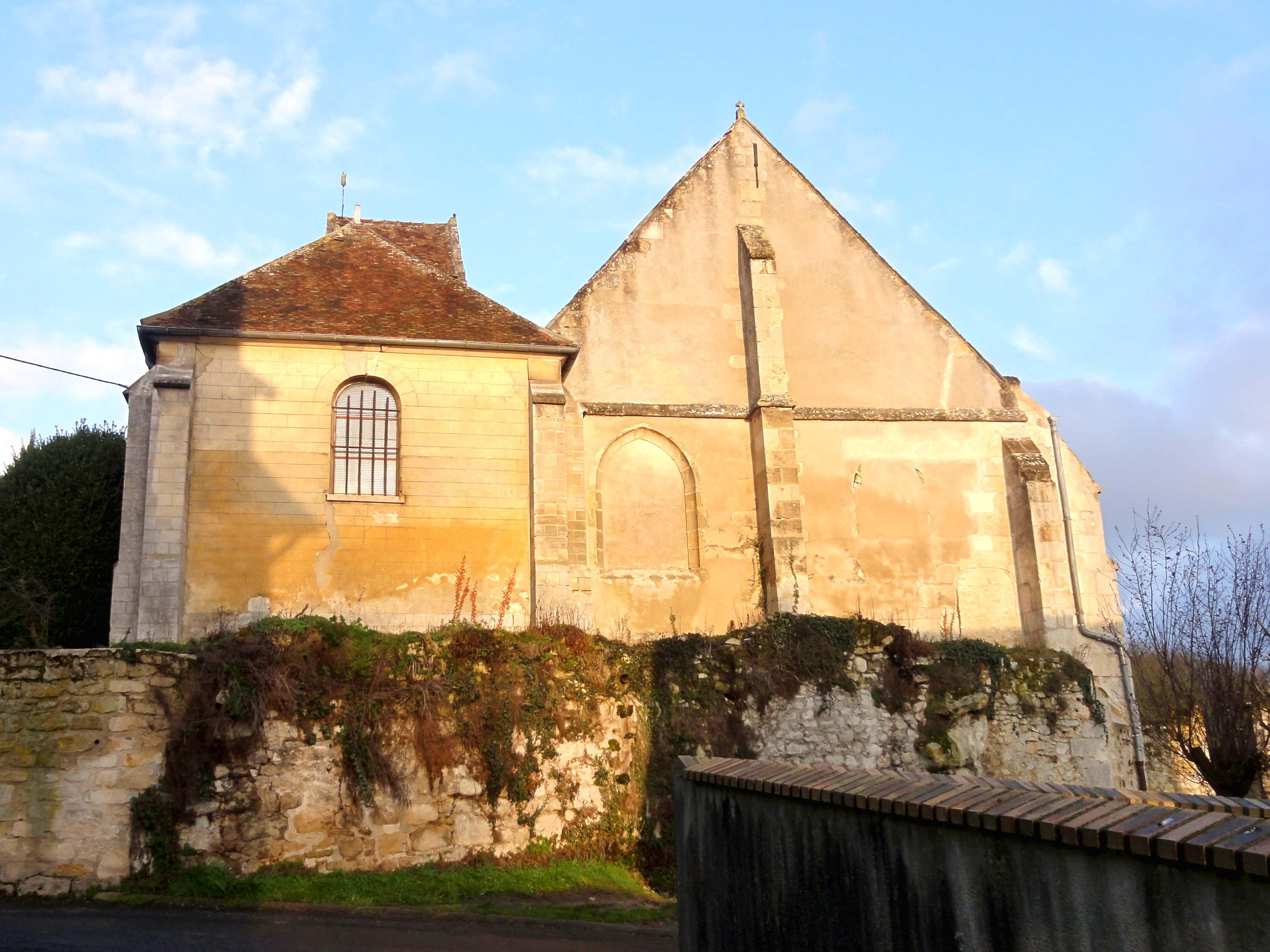
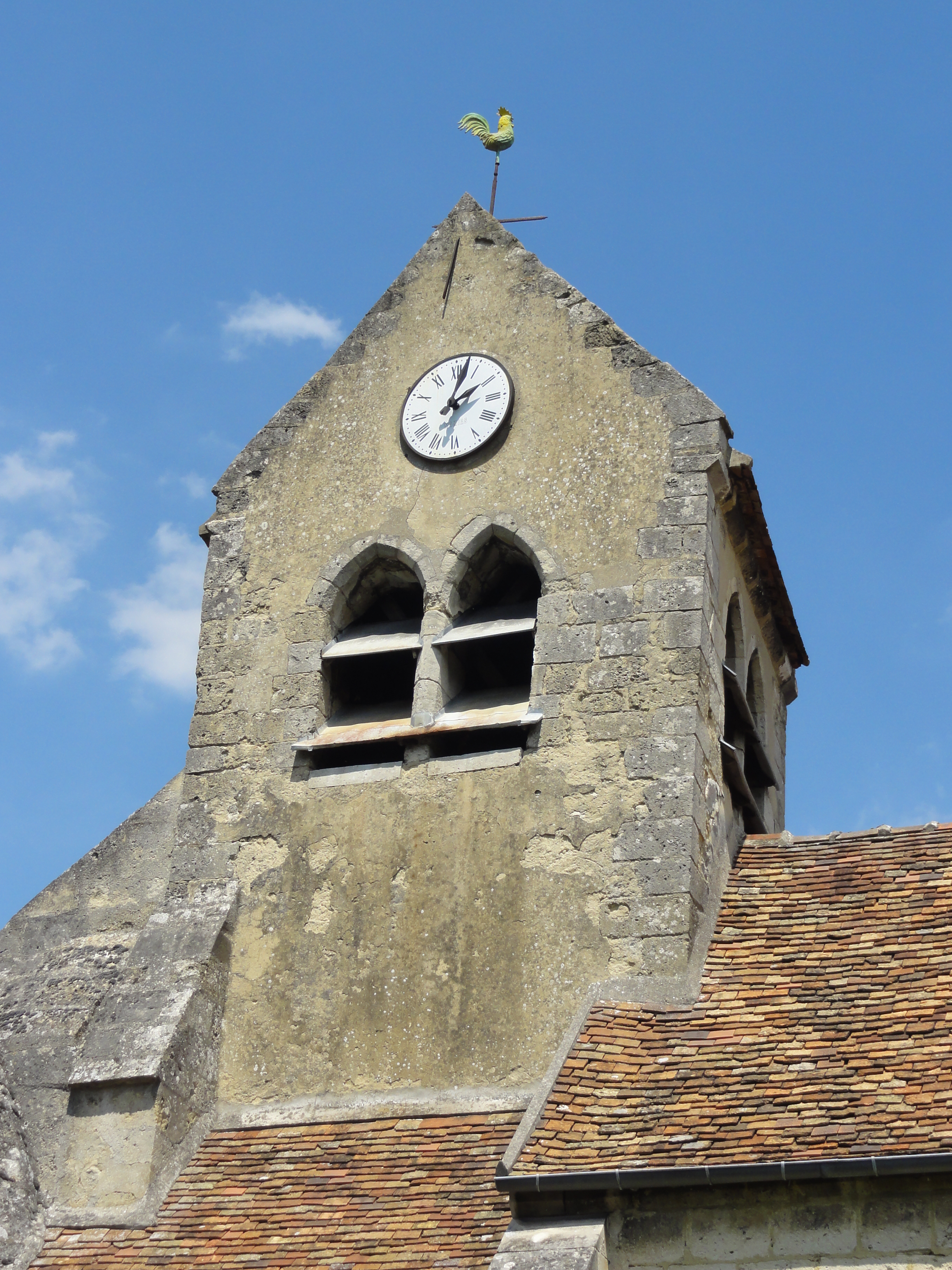
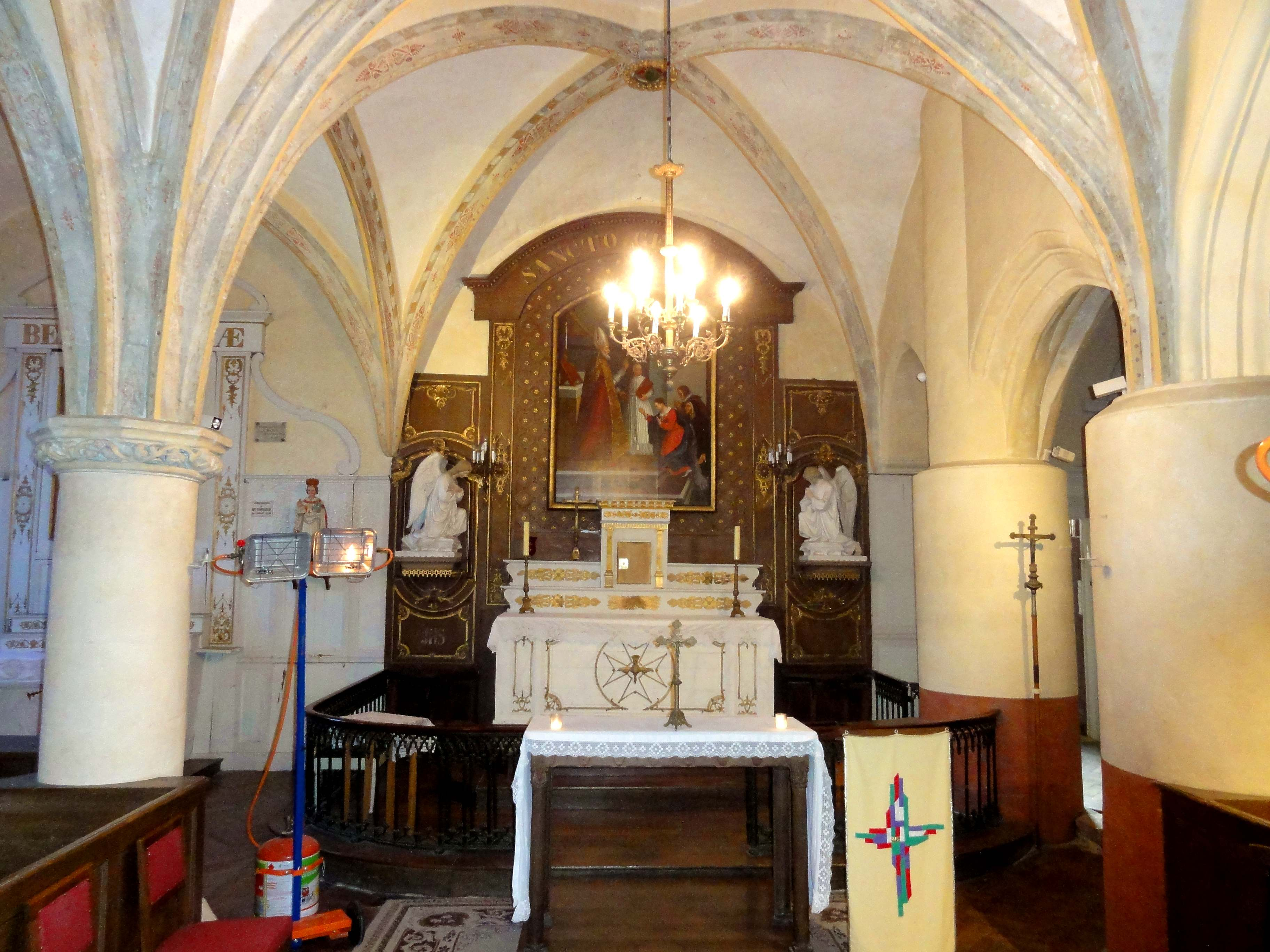
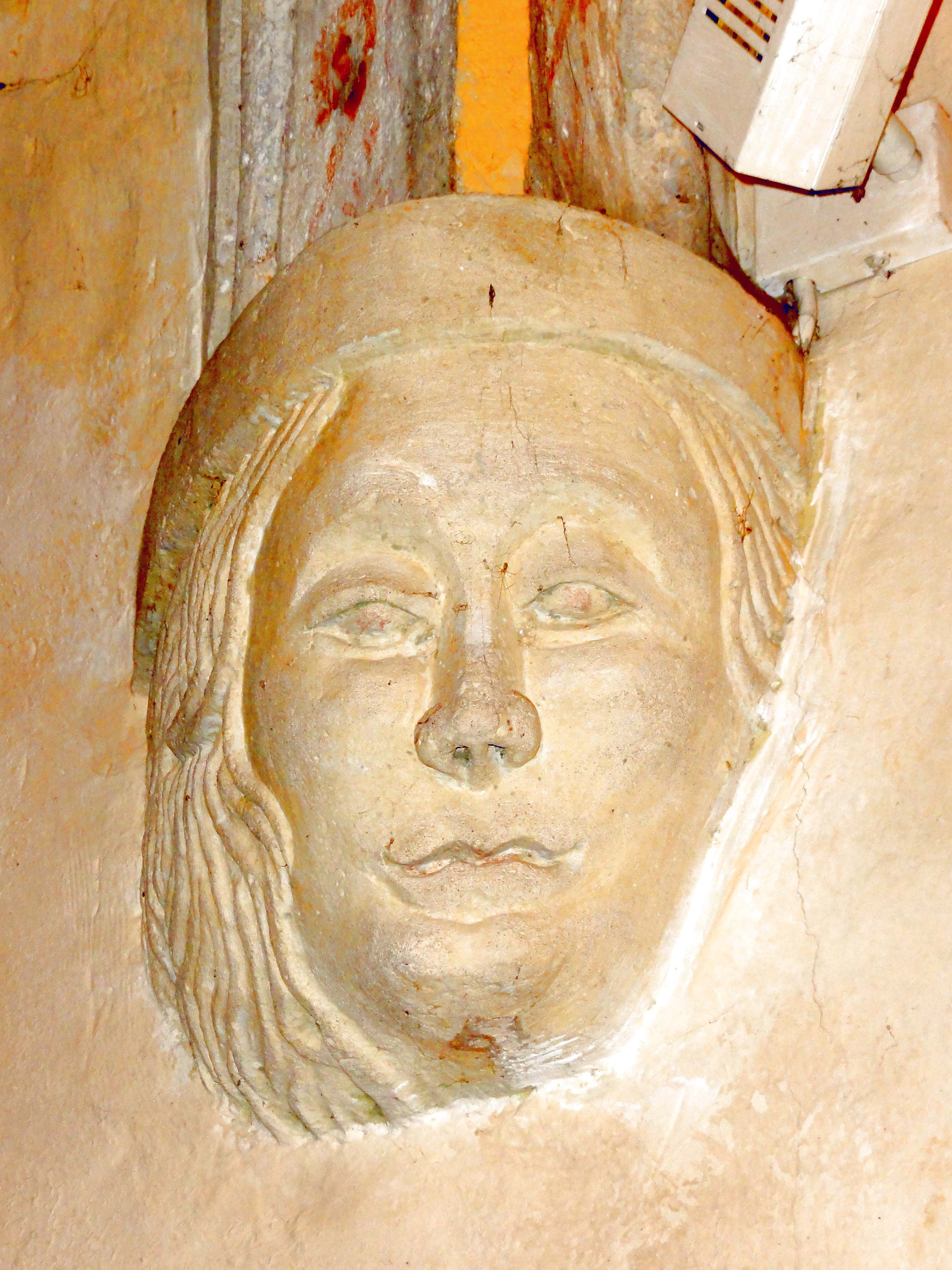

On peut également signaler : 
- Les Tourelles, rue Bossang

Elles constituent les derniers vestiges d'un château fort médiéval dominant l'Oise aux XIe et XIIe siècles, connu comme le château de Bossang. Il est partiellement détruit par les Anglais vers 1415 / 1420 durant la guerre de Cent Ans. 
Un corps de bâtiment du château reste debout et est restauré vers 1630. Les ruines du château, avec les caves, la prison et le mur d'enceinte, sont encore attestées vers le milieu du XIXe siècle..
- Le Valdampierre ou le Petit-Val, rue de Beaumont (sur la rue de Beaumont)

Aussi appelé « Petit-Val », elle est  une grange et plus particulièrement une exploitation essentiellement viticole appartenant à l'abbaye Notre-Dame-du-Val à Mériel, avec la maison, un pressoir, un jardin, un enclos et environ 10 ha de terres. 
L'ensemble est vendu en deux lots en 1792 comme bien national. 
Les caves, creusées en profondeur dans la colline de Noisy, et les murs de soutènement avec contreforts du XIIIe siècle sont les uniques vestiges du domaine primitif. Le bâtiment donnant sur la rue, le cloître et le pressoir ont probablement été construits, respectivement reconstruits[pas clair], au XIXe siècle. 
Le Valdampierre sert de cantonnement pour les soldats durant la Première Guerre mondiale, puis accueille une œuvre de bienfaisance et une colonie de vacances, jusqu'en 1958.
- La croix, rue Georges-Marie-Picot, face à la grande ferme

Croix en bronze du milieu du XIXe siècle édifiée sur un socle très ancien subsistant d'un calvaire détruit pendant la Révolution. 
Sur sa partie supérieure, il est orné d'une frise à pommes de pin.
- Le pigeonnier, rue Georges-Marie-Picot

Édifié à la fin du XVIIIe siècle, ce bâtiment hexagonal compte deux niveaux. Le rez-de-chaussée est destiné à entreposer le matériel et le grain, l'étage contient les boulins aménagés pour accueillir les couples de pigeons.

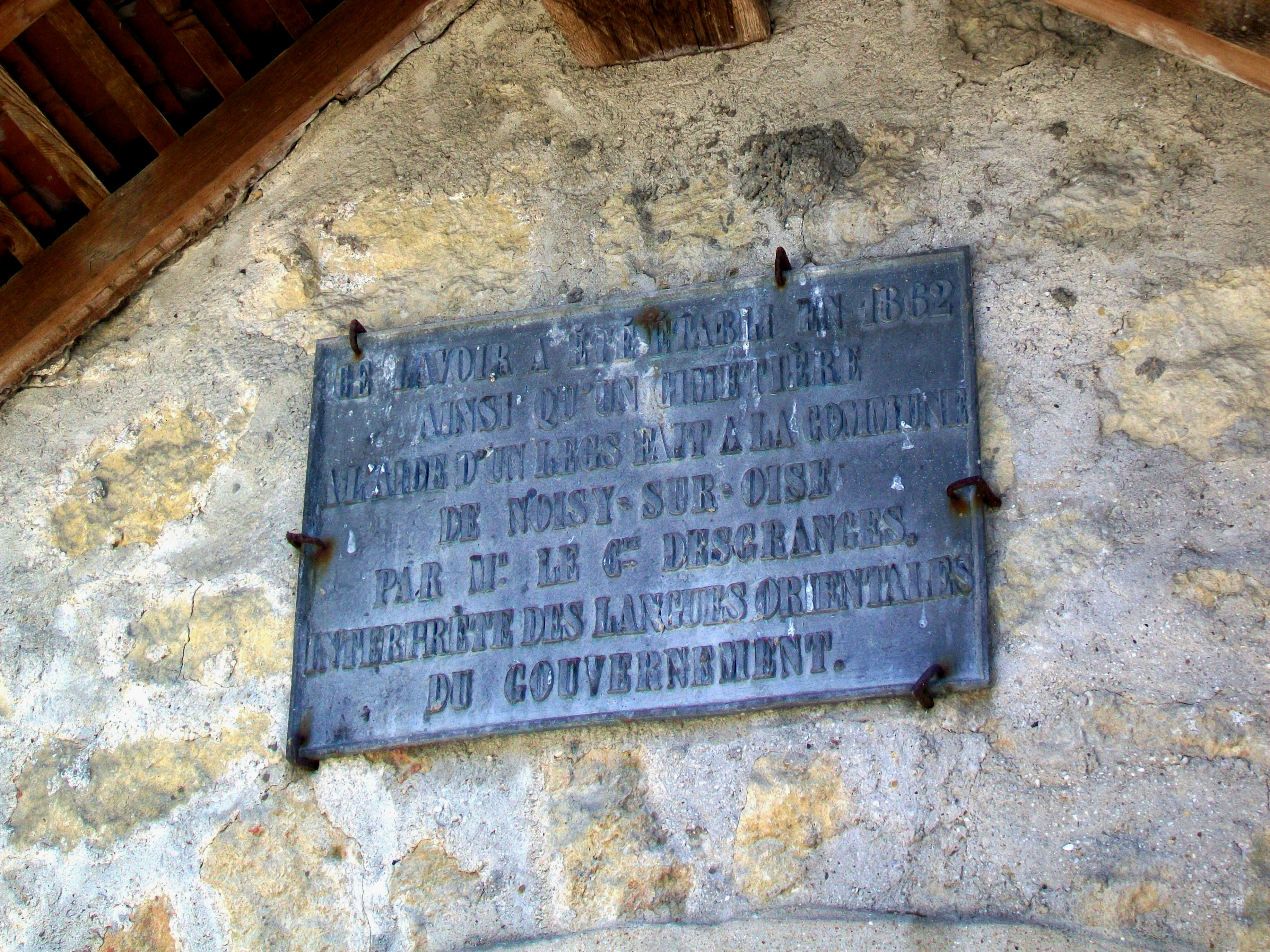
Plaque de construction du lavoir.

- Le lavoir, rue de la République

Réalisé grâce à un don du comte Desgranges en 1862, le dallage du sol a été ajouté en 1908 seulement. Les particularités de ce lavoir sont ses dimensions généreuses et les murs en pierres de taille sur les quatre côtés, percés d'ouvertures : le plus souvent, les lavoirs sont ouverts sur au moins l'un des côtés.
- L'ancienne citerne, rue du Capitaine-Desgranges, sous la place Gambetta

Élément de l'ancienne infrastructure de l'adduction de l'eau potable.
- Le puits, rue Pasteur

Profond de vingt-cinq mètres, ce puits est construit dans un renfoncement du mur d'une maison. 
Il porte cette inscription sur son fronton : « Malgré les envieux, nous sommes victorieux ».
- Le monument aux morts, sur un square rue Bossang, face au manoir des Tourelles.
- Les deux blockhaus des bords de l'Oise

Édifiés par l'armée française en 1940 avant l'arrivée des Allemands afin d'assurer la défense de l'Oise.

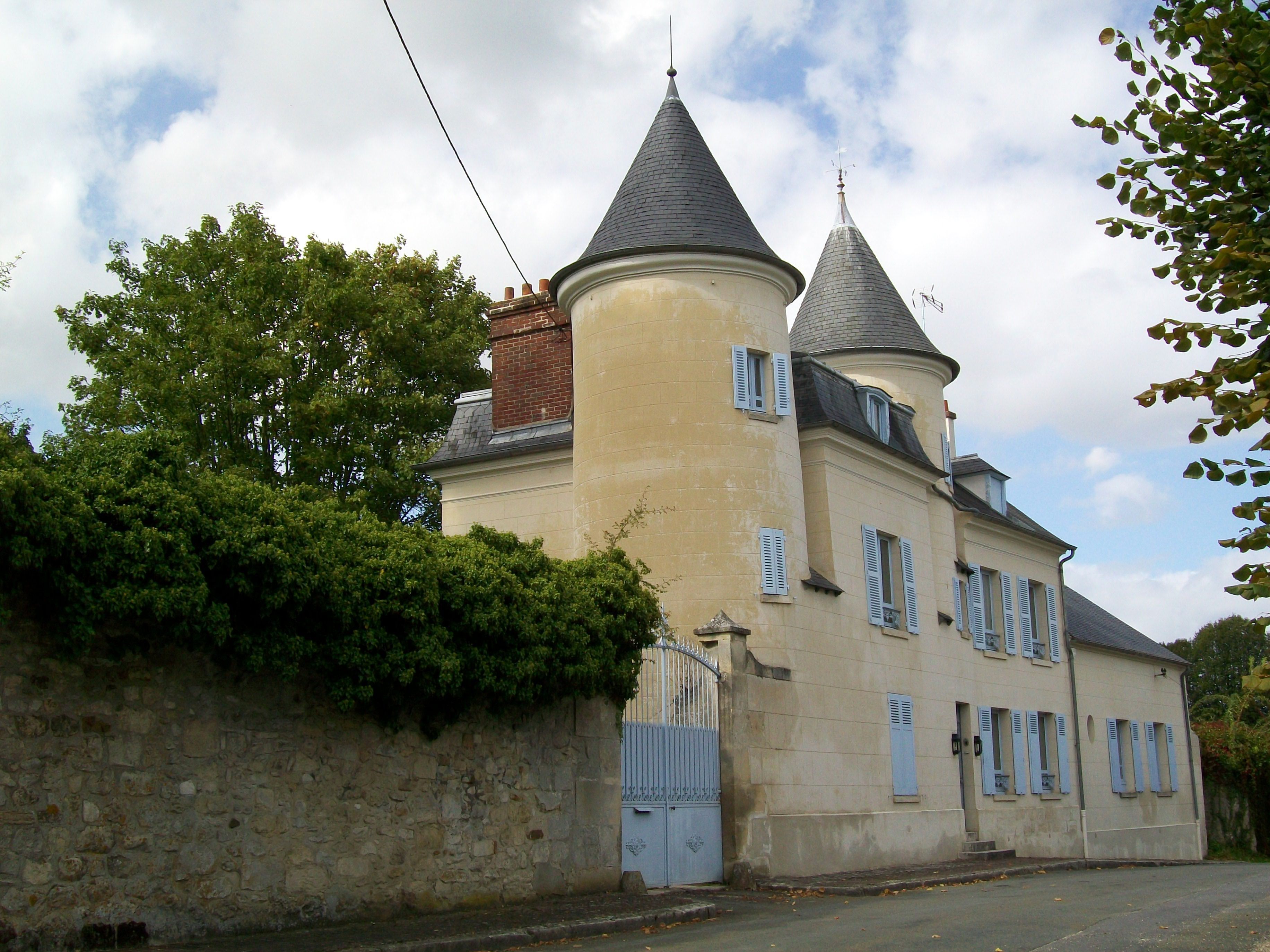
Maison dite « les Tourelles »
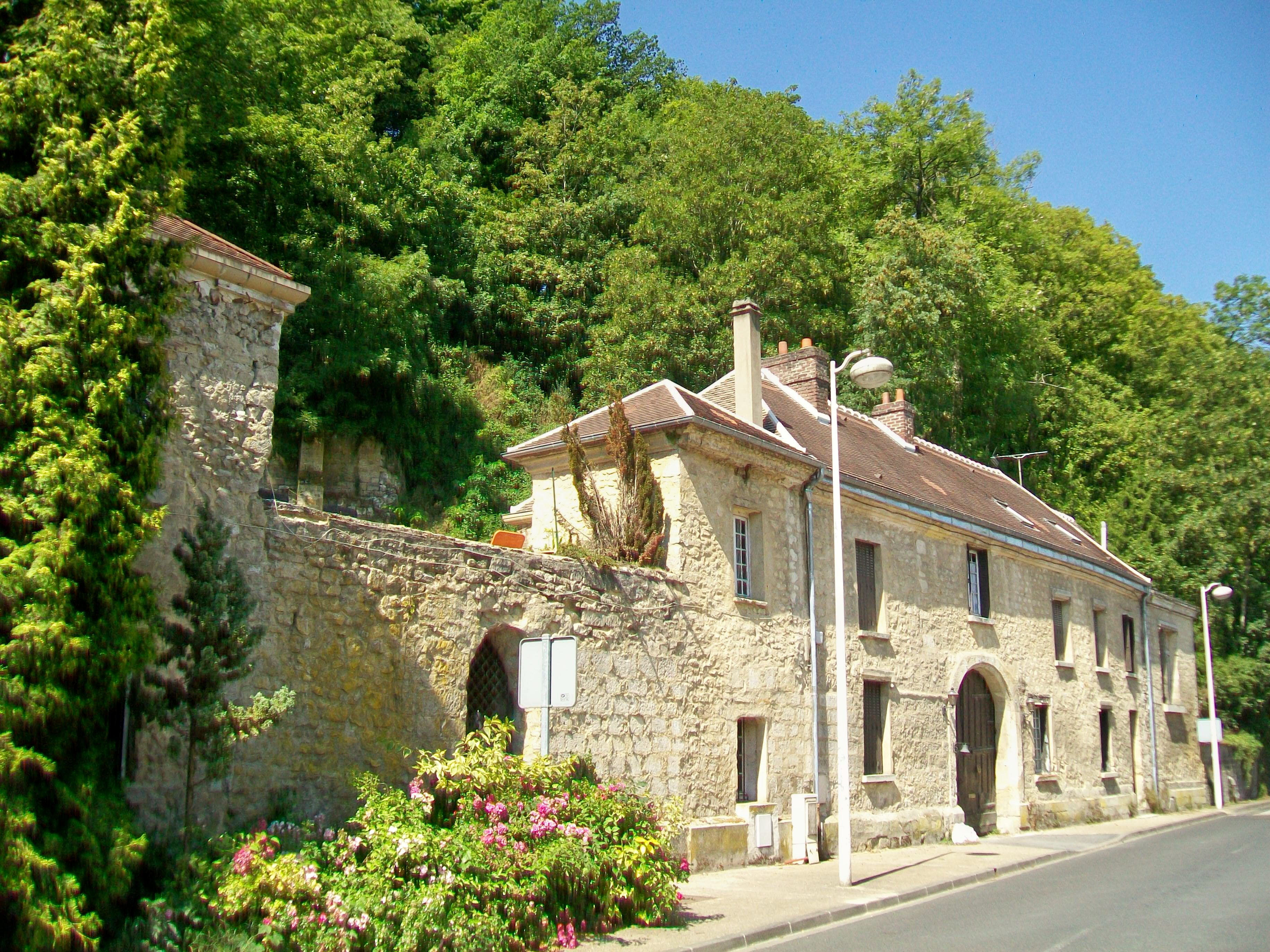
Le Valdampierre, ancienne grange monastique
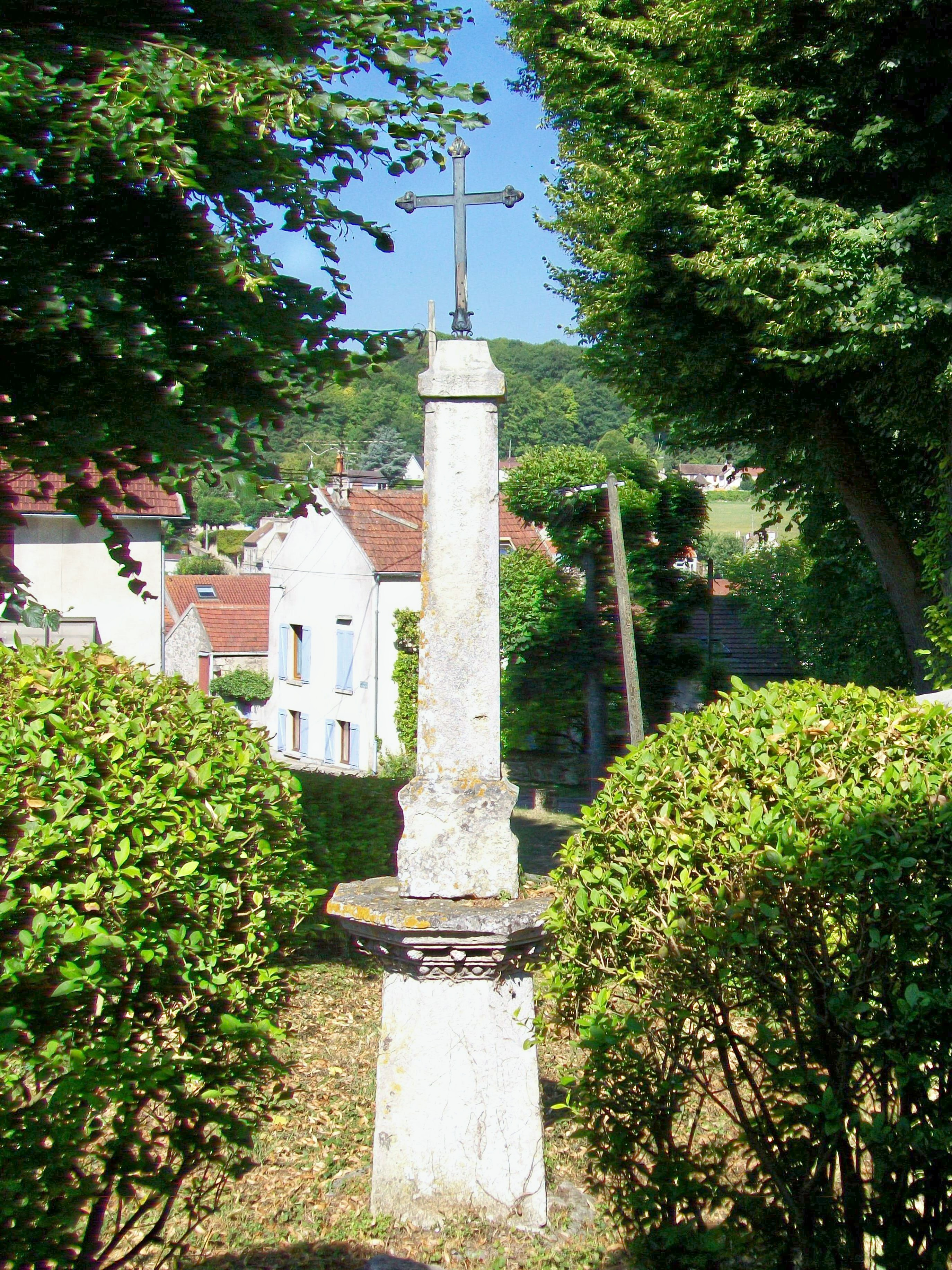
Calvaire, rue Georges-Marie Picot
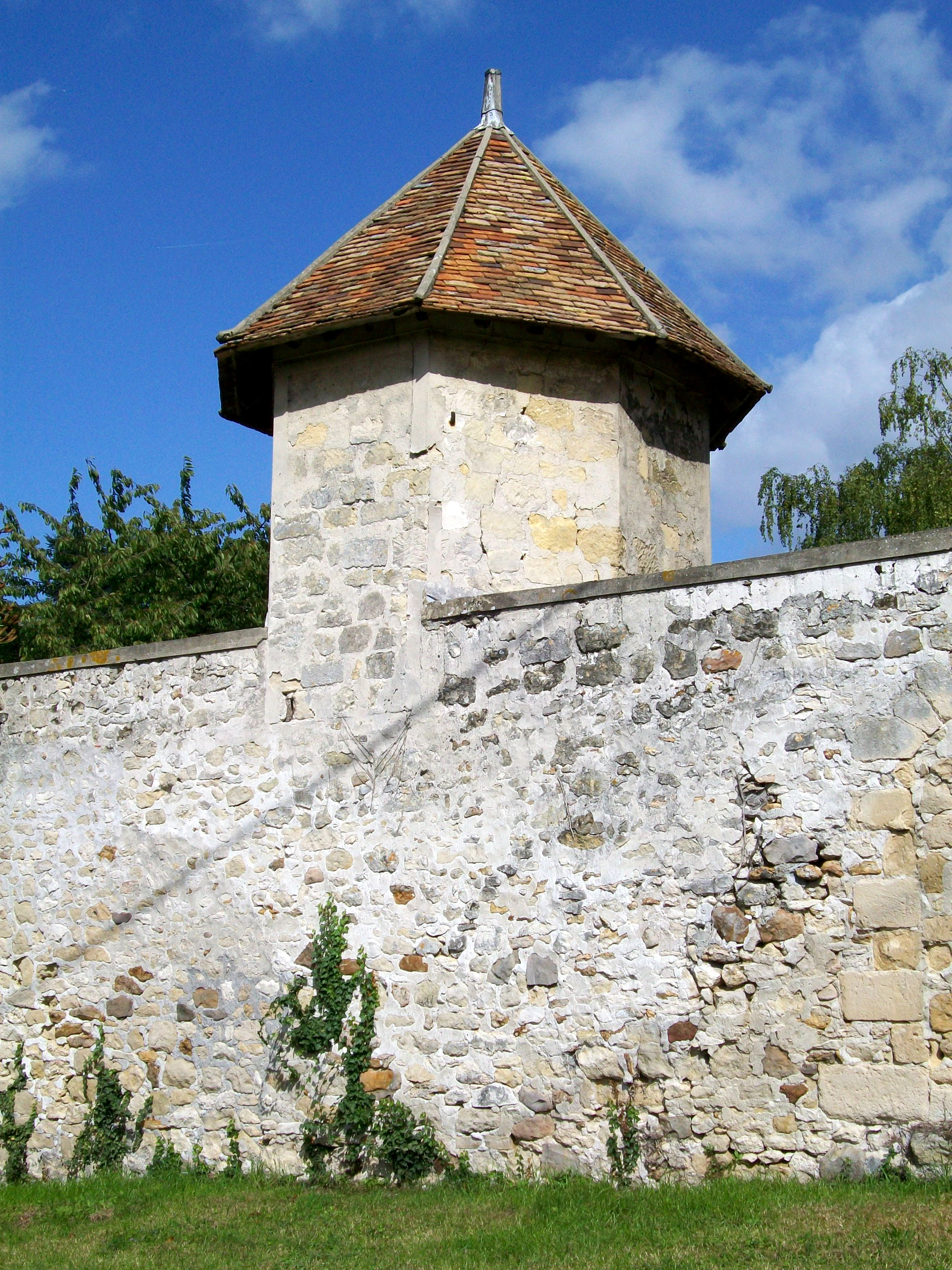
Le colombier hexagonal de la Grande ferme
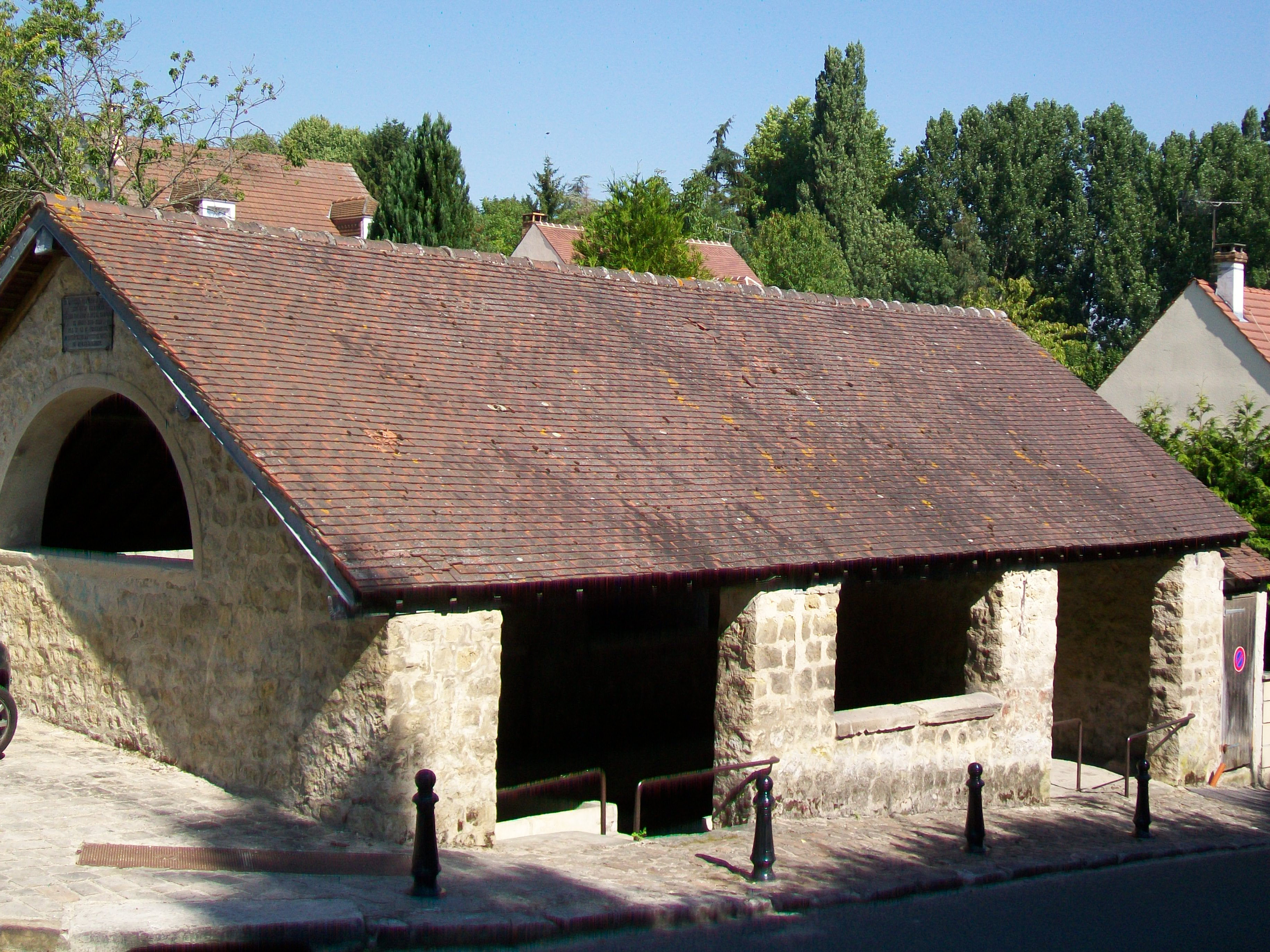
Le lavoir.
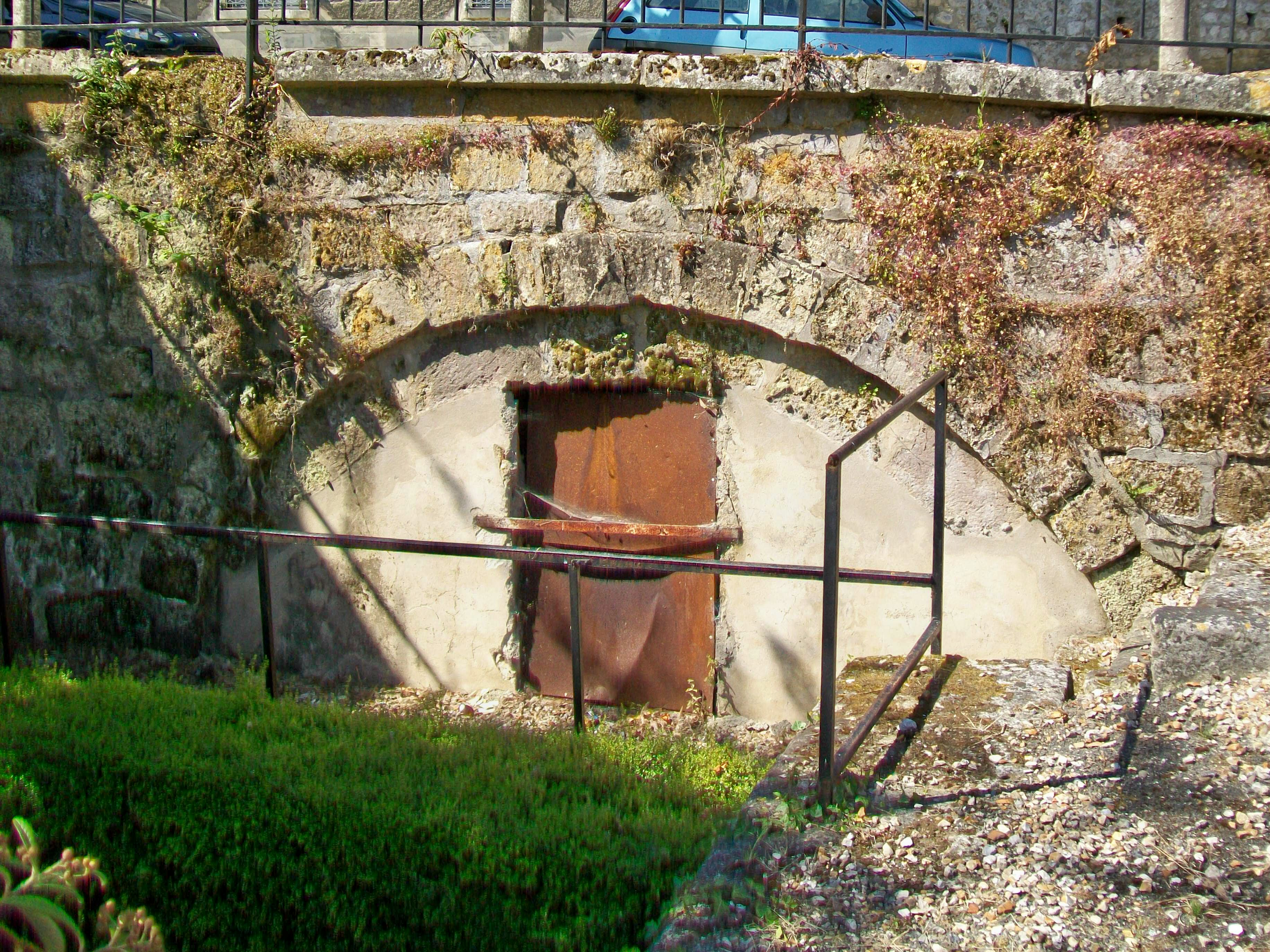
L'ancienne citerne à eau potable
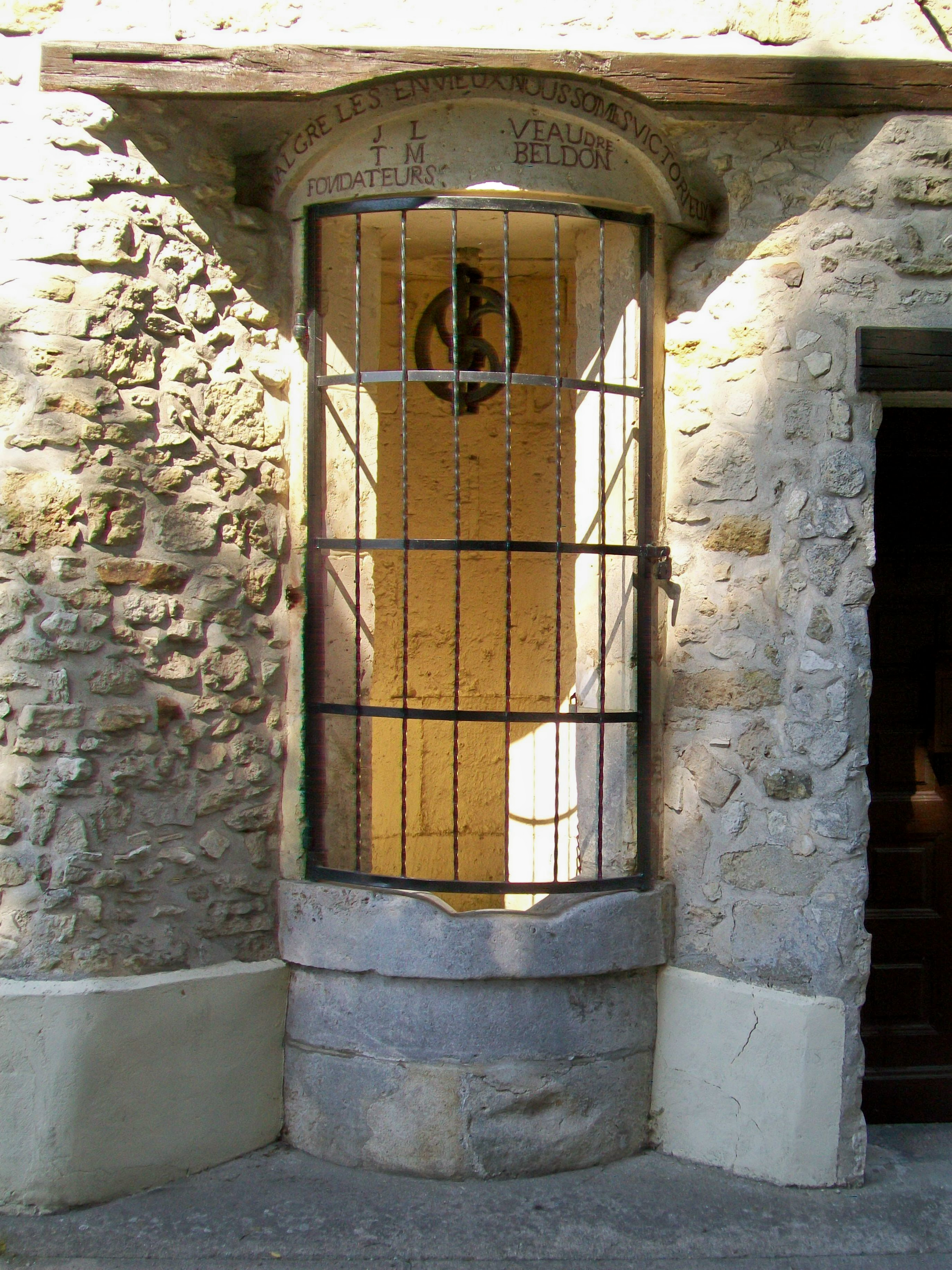
Le puits de la rue Pasteur.
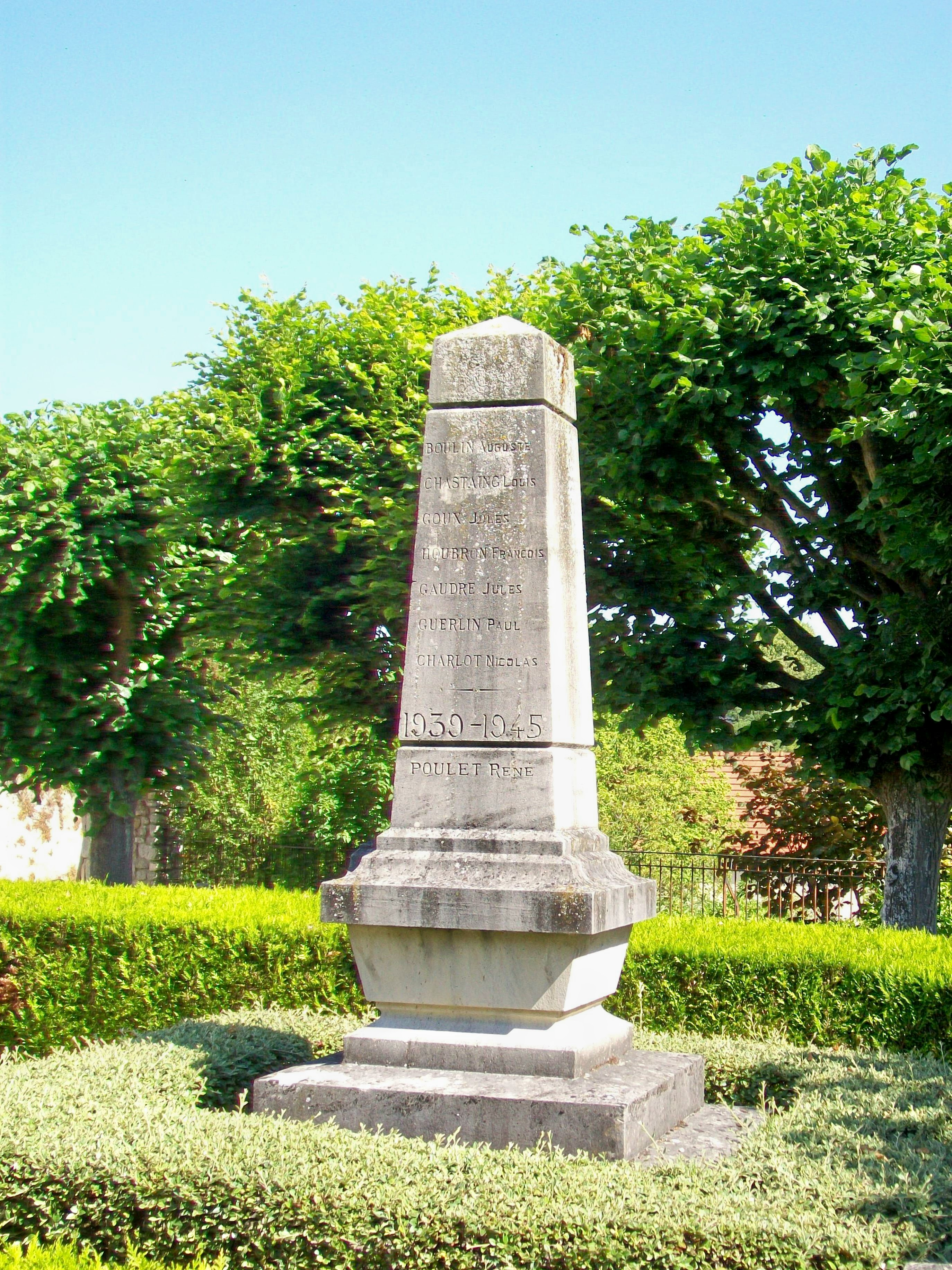
Le monument aux morts.

### Personnalités liées à la commune
Pierre Ier de Maupeou (mort en 1608) dut acquérir la terre de Noisy vers 1586, de Germain de Cerizy. La seigneurie restera en possession de la famille de Maupeou jusqu'à la Révolution française.
Noisy est le lieu de naissance d'Ernest Desjardins (1823-1886), épigraphiste français et grand spécialiste de la géographie antique. Il était titulaire de la chaire d'épigraphie au Collège de France et membre de l'Académie des inscriptions et belles-lettres.